# Kamil Gurdak
Kamil Gurdak (ur. 17 października 1990 w Nowej Dębie) – polski lekkoatleta specjalizujący się w biegu na 800 metrów. 

## Kariera
Uczestnik halowych mistrzostw Europy w Pradze (2015). Srebrny medalista, w biegu rozstawnym 4 × 800 metrów, zawodów IAAF World Relays 2015.  W 2015 wszedł w skład sztafety 4 × 400 metrów, która zdobyła brązowy medal podczas uniwersjady w Gwangju.
Medalista mistrzostw Polski seniorów ma w dorobku jeden srebrny medal (Toruń 2013). Stawał na podium halowych mistrzostw Polski seniorów zdobywając dwa srebra (Spała 2012 i Toruń 2015).
Brązowy medalista młodzieżowych mistrzostw Polski (Radom 2012). Medalista mistrzostw Polski juniorów oraz mistrzostw Polski AZS. W 2012 oraz 2014 roku został Akademickim Mistrzem Polski na dystansie 800 metrów.
Rekordy życiowe: stadion – 1:47,34 (30 maja 2015, Oordegem); hala – 1:47,88 (3 lutego 2015, Toruń). 

## Osiągnięcia
| Rok  | Impreza                   | Miejsce | Konkurencja             | Lokata     | Wynik   |
| ---- | ------------------------- | ------- | ----------------------- | ---------- | ------- |
| 2015 | Halowe mistrzostwa Europy | Praga   | bieg na 800 metrów      | eliminacje | 1:50,76 |
| 2015 | IAAF World Relays         | Nassau  | sztafeta 4 × 800 m      | 2. miejsce | 7:09,98 |
| 2015 | Uniwersjada               | Gwangju | bieg na 800 metrów      | 8. miejsce | 1:52,13 |
| 2015 | Uniwersjada               | Gwangju | sztafeta 4 × 400 metrów | 3. miejsce | 3:07,77 |